# 木葉ちひろ
木葉 ちひろ（このは ちひろ、10月6日生）は、日本のAV女優・ストリッパー。プロダクションALIVE所属。

## 略歴・人物
趣味はダンス、特技は演技。
2018年10月、kawaii*専属女優としてAVデビュー。デビュー作で処女を喪失。
デビュー作のインタビューで自身はバイセクシャルであると発言。プライベートでのレズパートナーとされる「新山恵梨」とは2019年に破局。
2018年10月21日、川崎ロック座にてストリップデビュー。
スコティッシュフォールドの愛猫のあんちゃんを溺愛しており、自身のTwitterはあんちゃんの写真がたくさん。
大好物は唐揚げで、苦手な食べ物はトマトである。

## 出演作品

### アダルトDVD
- 純潔処女 木葉ちひろ 20歳 kawaii*専属 AVデビュー（10月25日、kawaii*）
- kawaii*初 真正レズカップルDebut! 互いの身体を知り尽くす濃厚で生々しい本物性交!（11月25日、kawaii*）
- 真正レズカップル検証ドキュメント リアル彼女の目の前で巨根にハメられ痙攣ガチイキNTR! 大好きな彼女と生チ●ポどっちとるんだよ?! 3時間SP（12月25日、kawaii*）

- 罠に落された美人妻（1月13日、オーロラプロジェクト・アネックス）
- 若妻は元同僚たちの共同所有物（1月25日、オーロラプロジェクト・アネックス）
- 顔出し解禁!! マジックミラー便 未成年素人総勢30人! 10代のうぶなキツキツオマ○コに初めてのデカチン挿入で激イキ絶頂!! in渋谷・原宿・池袋・秋葉原・新宿・上野 SEX20人の超拡大スペシャル! 2枚組10時間!!（2月1日、ディープス）※「はすみ」名義　※AV OPEN 2018 素人部門エントリー作品
- 素人女子大生限定! パンティ素股でカチカチち●ぽがアソコに擦れて赤面発情! クロッチは恥ずかし汁まみれ!そのまま生で擦り合わせて、ヌルヌルワレメに結局つるんっと入って生中出し!! AVOPEN 2018編（2月1日、赤面女子）　※AV OPEN 2018 素人部門エントリー作品
- 未来の女子アナ ミスキャンパスを媚薬漬けにしてSEX さらに親友に電話させ呼び出し、その友達も薬漬けにしてSEX 3（2月8日、S級素人）
- 女子旅 010 女友達二人のプライベート自撮り撮影旅行―。（2月25日、ゴーゴーズ）※「チユ」名義
- 第5回 ノーパンスウェット 染みたら負けよ 電マ濡れ我慢対決（3月13日、はじめ企画）
- 新 淫乱淫語ディルドオナニー スケベ汁でおま○こグッチョグチョ!（3月25日、アロマ企画）
- 文京区にある女教師が通う整体セラピー治療院 22（4月1日、変態紳士倶楽部）
- 完全盗撮 同じアパートに住む美人妻2人と仲良くなって部屋に連れ込んでめちゃくちゃセックスした件。　其の32（4月1日、変態紳士倶楽部）
- ボクの会社のおしゃぶり大好き変態OLはイってもイっても止めないジュポジュポ追撃フェラで何度も射精させてくれる（4月1日、変態紳士倶楽部）
- 素人ヘアヌード大図鑑 〜二十歳の美少女編（4月12日、S級素人）
- マキシスカートを捲り上げスラリとした白い足を見せつけ足コキするお姉さま（4月13日、アロマ企画）
- 射精コントロール（4月13日、アロマ企画）
- 「あんまり経験ないけど私でよかったらSEXの練習台にして…何度失敗しても良いよ…」 超心優しいクラスメイト女子とSEX練習! 最近、学校でボクが童貞だという事がバレてしまいそれ以来、皆にバカにされる日々!いい加減、嫌になってしまい不登校に…。ずっと学校を休んでいたら優しくて超可愛いクラスメイト女子が心配してボクの家にやってきては学校に来るように説得してくる…。正直ウザいと思い「SEXの練習させてくれたら学校行くよ」と言ったら困惑しつつも「あんまり経験無いけど私でよかったらSEXの練習台にしていいよ」とまさかの返答!!しかも何度失敗しても構わないと!それでヤラないわけはない!!当然、何度も失敗して中出ししてしまいましたが最高の童貞喪失が出来ました!（4月19日、Hunter）
- 愛しのカノジョとレズれ! in 一泊二日温泉旅行（4月19日、レズれ!）
- 凄指技の睾丸マッサージ×逆手オイル手コキ その2（4月25日、アロマ企画）
- 初めての極太ディルドで体ビクビク足腰ガクガク敏感おま○こトロトロ即イキ羞恥オナニー 丸ノ内OL編 4（5月1日、変態紳士倶楽部）
- 睾丸ふやけるほど吸われ続けながら亀頭を指先でカリカリねっとり刺激され続ける3Pエステ（5月13日、アロマ企画）
- スレンダー×ビキニ×腿コキ 2（5月13日、アロマ企画）
- 義姉のピタパン尻に大興奮でマーメイド連続爆イキするほど激しく突きまくり! スカートなんて履かない男っぽい性格の義姉だけど、色気を隠しきれないピタ尻が気になって仕方がない!!そんな義姉の着替えを目撃してしまったんだけど…ズボンがキツくて大きいお尻が丸出しに!?その光景に我慢できなくなったボクは身動きがとれない義姉のお尻をしこたま揉みしだきチ○ポを挿入!!勢いまかせに激しくピストンしまくると超感じまくりでマーメイド連続爆イキ!びっくりするほど感じまくっていたので、何度も中出ししてしまいました!!（5月19日、Hunter）
- パンチラ確定!ポロリ必至! 素人女性限定! ドレス巾着クイズ タイムショック 2（5月19日、ATOM）
- 中年男の下卑た欲望 性的いたずら（11月1日、FAプロ）
- NEWガチンコ全裸レズバトル 3 七海ゆあ 岬あずさ 五十嵐かな 木葉ちひろ（12月26日、ROCKET）

- 現代肉欲劇場 義父と娘（2月1日、FAプロ）